# Torre di Santa Lucia
La torre di Santa Lucia è un'antica torre di avvistamento situata a Santa Lucia, frazione di Siniscola.

## Storia
La costruzione della torre iniziò nel 1605 e terminò nel 1607, dunque qualche anno dopo la vicina torre di San Giovanni di Posada.
Come la torre di San Giovanni, questa torre aveva funzione principalmente di difesa e in caso di avvistamenti nemici poteva comunicare con la suddetta torre, anche se c'è da dire che la torre di San Giovanni era sotto il controllo delle amministrazioni dei quattro villaggi della Baronia di Posada, mentre questa torre era sotto il controllo del Viceré di Cagliari.
Una volta terminata la costruzione delle altre due Torri avrebbero dovuto rendere più sicura la costa Siniscolese: una era in programma a Capo Comino ed un'altra a Capo Coda Cavallo, nel villaggio di San Teodoro. Ma questi due sistemi di avvistamento rimasero soltanto in fase di progetto.
Sulle invasioni barbaresche avvenute prima della costruzione delle torri Francesco Corridore scrive: «Nel 1514, la notte di Ognissanto (1 novembre), il villaggio di Siniscola fu assalito dai Mori, i quali vi ammazzarono sedici o diciassette uomini, fecero schiave più di cento persone, e, dopo efferate crudeltà, si allontanarono avendo fatto grande bottino. A tale sventura i Siniscolesi rimasero sgomenti; e già cominciavano a prender la fuga, abbandonando le case e le sostanze, fino a quando, il Governo di Cagliari, per rincuorarli, li esentò per un triennio dalle tasse; permise che si rifugiassero a Posada, purché non uscissero fuori della Baronia; ordinò che si provvedessero d'armi e vigilassero quei litorali, facendo rilevare che, qualora fossero in buon numero armati ed a cavallo, potrebbero respingere i nemici; e, per esortarli sempre più a valida difesa, annunziò che solo la decima parte delle spoglie degli infedeli sarebbero riservate al tesoro. Il Re, fatto consapevole dell'accaduto, ordinò che le galee di Napoli guardassero per qualche tempo le marine dell'Isola, e promise dì mandarne altre qualora gli Stamenti intendessero mantenerle. Negli ultimi giorni di luglio 1537 alcuni Mori, trovandosi nelle acque di Posada, con una saettia (particolare tipo di candelabro) che avevano tolta ai Cristiani, furono inaspettatamente catturati da Matteo Corelle e da altri. Tristissime in quei tempo erano le condizioni della Baronia di Posada, come si rileva dalla rappresentanza che quei popoli fecero alle Corti Generali dei 1574, esprimendo il vivissimo desiderio che una buona volta si pensasse alla difesa della loro terra. Nel febbraio 1581 i Turchi infestarono il villaggio di Siniscola, lo saccheggiarono e fecero schiavi molti popolani. Mentre superbi si recavano alle navi furono arrestati da una mano d'Isolani capitanati da Bernardino Puliga. Fiero fu il combattimento da cui uscirono vittoriosi i nostri, i quali uccisero parte dei nemici e parte fecero prigionieri, liberarono i loro fratelli e conseguirono le cose depredate dagli infedeli, cui tolsero tre bandiere. Nel 1623 gli Algerini, con quei di Tunisi, approdarono alla spiaggia di Posada e ne saccheggiarono il villaggio, mal difeso dal barone Portoghese (si riferisce a Cristoforo Portoghese, barone di Posada dal 1579)».

## Struttura
La torre ha una forma troncoconica, si innalza per 10 metri ed ha un diametro di 11 metri. È costruita nello stesso materiale della torre di San Giovanni ma, a differenza di quest'ultima, la torre presenta segni di degrado. Proprio per questo motivo il comune di Siniscola ha stanziato un fondo di €200.000 per un completo restauro e quindi la possibilità, una volta restaurata, di far entrare al suo interno turisti.